# Liste des codes IATA des aéroports/I
Liste des codes IATA des aéroports internationaux.
Le code de deux lettres qui suit la ville est la subdivision du pays (région, État…) selon la norme ISO 3166-2.
- A
- B
- C
- D
- E
- F
- G
- H
- I
- J
- K
- L
- M
- N
- O
- P
- Q
- R
- S
- T
- U
- V
- W
- X
- Y
- Z

- Haut – IA
- IB
- IC
- ID
- IE
- IF
- IG
- IH
- II
- IJ
- IK
- IL
- IM
- IN
- IO
- IP
- IQ
- IR
- IS
- IT
- IU
- IV
- IW
- IX
- IY
- IZ

## IA
- IAA – Igarka, Krasnoyarsk, Russie
- IAB – Mc Connell Air Force Base, Wichita, Kansas, États-Unis
- IAD – Aéroport international de Washington-Dulles, District de Columbia, États-Unis
- IAG – Aéroport international des Niagara Falls, New York, États-Unis
- IAH – Aéroport intercontinental George-Bush de Houston, Texas, États-Unis
- IAL – Ialibu, Papouasie-Nouvelle-Guinée
- IAM – Aéroport de Zarzaïtine - In Amenas, Algérie
- IAN – Kiana (Bob Baker Memorial Airport), Alaska, États-Unis
- IAO – Del Carmen (Aéroport de Sayak), Philippines
- IAQ – Bahregan, Iran
- IAR – Aéroport Tounochna, Iaroslavl, Russie
- IAS – Aéroport international de Iași, Roumanie
- IAU – Iaura, Papouasie-Nouvelle-Guinée

## IB
- IBA – Aéroport d'Ibadan, Nigeria
- IBB – Île Isabela, Équateur
- IBE – Ibagué, Colombie
- IBI – Iboki, Papouasie-Nouvelle-Guinée
- IBM – Kimball, Nebraska, États-Unis
- IBO – Île Bazaruto, Mozambique
- IBP – Iberia, Pérou
- IBR – Aéroport d'Ibaraki, Japon
- IBZ – Aéroport d'Ibiza, Espagne

## IC
- ICA – Icabarú , Venezuela
- ICI – Cicia, Fidji
- ICK – Nieuw Nickerie, Suriname
- ICL – Clarinda (Schenck Field), Iowa, États-Unis
- ICN – Aéroport international d'Incheon, Corée du Sud
- ICO – Sicogon, Philippines
- ICR – Nicaro, Cuba
- ICS – Cascade, Idaho, États-Unis
- ICT – Aéroport de Wichita, Kansas, États-Unis
- ICY – Ice Bay, Alaska, États-Unis

## ID
- IDA – Idaho Falls (Fanning Field), Idaho, États-Unis
- IDB – Idre, Suède
- IDB – Île Chilonzuine, Mozambique
- IDF – Idiofa, République démocratique du Congo
- IDG – Ida Grove, Iowa, États-Unis
- IDH – Grangeville, Idaho, États-Unis
- IDI – Indiana (Jimmy Stewart Field), Pennsylvanie, États-Unis
- IDK – Indulkana, Australie méridionale, Australie
- IDN – Indagen, Papouasie-Nouvelle-Guinée
- IDO – Santa Isabel do Morro, Brésil
- IDP – Independence, Kansas, États-Unis
- IDR – Aéroport Devi Ahilyabai Holkar, Inde
- IDY – Aérodrome de L'Île-d'Yeu, France

## IE
- IEG – Aéroport de Zielona Góra, Pologne
- IEJ – Ie-jima, Japon
- IES – Riesa, Allemagne
- IEV – Aéroport international de Kiev (Jouliany), Ukraine

## IF
- IFA – Iowa Falls, Iowa, États-Unis
- IFF – Iffley, Queensland, Australie
- IFH – Chahinchahr (Hesa Air Base), Iran
- IFJ – Aéroport d'Ísafjörður, Islande
- IFL – Innisfail, Queensland, Australie
- IFN – Aéroport Shahid Beheshti d'Ispahan, Iran
- IFO – Aéroport international d'Ivano-Frankivsk, Ukraine
- IFP – Aéroport international de Laughlin/Bullhead, Arizona, États-Unis
- IFU – Île Ifuru, Maldives

## IG
- IGA – Inagua (Matthew Town), Bahamas
- IGB – Ingeniero Jacobacci, Argentine
- IGD – Iğdır, Turquie
- IGE – Iguela, Gabon
- IGG – Igiugig, Alaska, États-Unis
- IGH – Ingham, Queensland, Australie
- IGL – Izmir (Cigli Air Base), Turquie
- IGM – Aéroport de Kingman, Arizona, États-Unis
- IGN – Iligan, Philippines
- IGO – Chigorodó, Colombie
- IGR – Aéroport des chutes d'Iguazú, Argentine
- IGS – Ingolstadt-Manching, Allemagne
- IGT – Nazran, Russie
- IGU – Aéroport international de Foz do Iguaçu, Paraná, Brésil

## IH
- IHA – Niihama, Japon
- IHC – Île Inhaca, Mozambique
- IHN – Qishn, Yémen
- IHO – Ihosy, Madagascar
- IHR – Iranchahr, Iran
- IHU – Ihu, Papouasie-Nouvelle-Guinée

## II
- IIA – Aérodrome d'Inis Meáin, Irlande
- IIB – Independence, Iowa, États-Unis
- IIL – Ilam, Iran
- IIK – Kipnuk, Alaska, États-Unis
- IIN – Nishinoomote, Japon
- IIS – Île Nissan, Papouasie-Nouvelle-Guinée
- IIY – Comté de Washington, Géorgie, États-Unis

## IJ
- IJD – Willimantic (Windham Airport), Connecticut, États-Unis
- IJK – Ijevsk, Oudmourtie, Russie
- IJU – Ijuí, Rio Grande do Sul, Brésil
- IJX – Jacksonville, Illinois, États-Unis

## IK
- IKA – Aéroport international Imam Khomeini, Iran
- IKB – Wilkesboro (Comté de Wilkes), Caroline du Nord, États-Unis
- IKI – Iki, Japon
- IKK – Kankakee (Greater Kankakee Airport), Illinois, États-Unis
- IKL – Aéroport d'Ikela, République démocratique du Congo
- IKO – Nikolski, Alaska, États-Unis
- IKP – Inkerman, Queensland, Australie
- IKS – Aéroport de Tiksi, Yakutia-Sakha, Russie
- IKT – Aéroport international d'Irkoutsk, Russie
- IKU – Aéroport d'Ysyk-Köl, Kirghizistan

## IL
- ILA – Illaga, Indonésie
- ILB – Ilha Solteira, São Paulo, Brésil
- ILD – Aéroport de Lleida-Alguaire, Espagne
- ILE – Killeen, Texas, États-Unis
- ILF – Ilford, Manitoba, Canada
- ILG – Aéroport du comté de New Castle, Delaware, États-Unis
- ILH – Illesheim (Army Air Field), Allemagne
- ILI – Iliamna, Alaska, États-Unis
- ILK – Ilaka, Madagascar
- ILL – Willmar, Minnesota, États-Unis
- ILM – Wilmington (New Hanover Int'l Airport), Caroline du Nord, États-Unis
- ILN – Wilmington (Airborne Airpark), Ohio, États-Unis
- ILO – Aéroport international d'Iloilo, Philippines
- ILP – Aérodrome de l'Île des Pins, Nouvelle-Calédonie, France
- ILR – Aéroport d'Ilorin, Nigeria
- ILS – Aéroport d'Ilopango, Salvador
- ILU – Kilaguni, Kenya
- ILY – Aérodrome d'Islay, Écosse, Royaume-Uni
- ILZ – Aéroport de Žilina, Slovaquie

## IM
- IMA – Iamalele, Papouasie-Nouvelle-Guinée
- IMB – Imbaimadai, Guyana
- IMD – Imonda, Papouasie-Nouvelle-Guinée
- IMF – Aéroport d'Imphāl, Inde
- IMG – Inhaminga, Mozambique
- IMI – Île Ine, Îles Marshall
- IMK – Aéroport de Simikot, Népal
- IML – Imperial, Nebraska, États-Unis
- IMM – Immokalee, Floride, États-Unis
- IMO – Zémio, République centrafricaine
- IMP – Aéroport d'Imperatriz, Maranhão, Brésil
- IMQ – Makou, Iran
- IMT – Iron Mountain (Ford Airport), Michigan, États-Unis
- IMZ – Nimroz, Afghanistan

## IN
- INA – Inta, République des Komis, Russie
- INB – Aérodrome d'Independence, Belize
- INC – Aéroport international de Yinchuan Hedong, Chine
- IND – Aéroport international d'Indianapolis, Indiana, États-Unis
- INE – Chinde, Mozambique
- INF – Aéroport d'In Guezzam, Algérie
- INH – Aérodrome d'Inhambane, Mozambique
- INI – Aéroport Constantin-le-Grand de Niš, Serbie
- INJ – Injune, Queensland, Australie
- INK – Wink (Aéroport du comté de Winkler), Texas, États-Unis
- INL – International Falls, Minnesota, États-Unis
- INM – Innamincka, Australie-Méridionale, Australie
- INN – Aéroport d'Innsbruck, Autriche
- INO – Aéroport d'Inongo, République démocratique du Congo
- INQ – Aérodrome d'Inis Oírr, Irlande
- INR – Sault Sainte-Marie (Michigan) (Kinchelde AFB), Michigan, États-Unis
- INS – Indian Springs (Air Force Auxiliary), Nevada, États-Unis
- INT – Winston-Salem (Smith Reynolds), Caroline du Nord, États-Unis
- INU – Aéroport international de Nauru, Nauru
- INV – Aéroport d'Inverness, Écosse, Royaume-Uni
- INW – Winslow, Arizona, États-Unis
- INX – Inanwatan, Indonésie
- INX – Inyathi, Afrique du Sud
- INZ – Aéroport d'In Salah, Algérie

## IO
- IOA – Aéroport d'Ioannina, Grèce
- IOK – Iokea, Papouasie-Nouvelle-Guinée
- IOM – Aéroport du Ronaldsway, Île de Man, Royaume-Uni
- ION – Aérodrome d'Impfondo, République du Congo
- IOP – Ioma, Papouasie-Nouvelle-Guinée
- IOR – Aérodrome d'Inis Mór, Irlande
- IOS – Ilhéus, Bahia, Brésil
- IOT – Avannaata (Héliport d'Illorsuit), Groenland
- IOU – Île Ouen, Nouvelle Calédonie, France
- IOW – Iowa City, Iowa, États-Unis

## IP
- IPA – Erromango (Aéroport d’Ipota), Vanuatu
- IPC – Aéroport international Mataveri, Ile de Pâques, Chili
- IPE – Ipil, Philippines
- IPG – Santo Antônio do Içá (Aéroport d'Ipiranga), Amazonas, Brésil
- IPH – Aéroport Sultan Azlan Shah, Ipoh, Malaisie
- IPI – Aéroport de San Luis d'Ipiales, Colombie
- IPL – El Centro (Aéroport du comté d’Imperial), Californie, États-Unis
- IPN – Ipatinga, Minas Gerais, Brésil
- IPT – Aéroport de Williamsport-comté de Lycoming, Pennsylvanie, États-Unis
- IPU – Ipiaú, Bahia, Brésil
- IPW – Ipswich, Angleterre, Royaume-Uni
- IPZ –  Aérodrome de San Isidro de El General, Costa Rica

## IQ
- IQA – Base aérienne Al-Asad, Irak
- IQM – Qiemo, Xinjiang, Chine
- IQN – Qingyang, Gansu, Chine
- IQQ – Aéroport d'Iquique, Chili
- IQT – Iquitos (Coronel F.S. Vigneta), Pérou

## IR
- IRA – Kirakira, Îles Salomon
- IRB – Iraan, Texas, États-Unis
- IRC – Circle, Alaska, États-Unis
- IRD – Ishwardi, Bangladesh
- IRE – Irecê, Bahia, Brésil
- IRG – Lockhart River, Queensland, Australie
- IRI – Iringa, Tanzanie
- IRJ – Aéroport Capitán Vicente Almandos Almonacid, Argentine
- IRK – Kirksville, Missouri, États-Unis
- IRM – Igrim, Khantys-Mansis, Russie
- IRN – Iriona, Honduras
- IRO – Aérodrome de Birao, République centrafricaine
- IRP – Aérodrome de Matari, République démocratique du Congo
- IRS – Sturgis (Aéroport municipal de Kirsch), Michigan, États-Unis

## IS
- ISA – Mount Isa, Queensland, Australie
- ISB – Aéroport international Benazir Bhutto, Islamabad, Pakistan
- ISC – Aérodrome de St Mary des Sorlingues, Angleterre, Royaume-Uni
- ISD – Iscuande, Colombie
- ISE – Isparta, Turquie
- ISG – Aéroport d'Ishigaki, Japon
- ISH – Ischia, Italie
- ISI – Isisford, Queensland, Australie
- ISJ – Isla Mujeres, Mexique
- ISK – Nashik, Inde
- ISL – Aéroport Atatürk d'Istanbul, Turquie
- ISM – Kissimmee (Orlando Municipal Airport), Floride, États-Unis
- ISN – Williston (Sloulin Field International), Dakota du Nord, États-Unis
- ISO – Kinston Jetport (Stallings Field), Caroline du Nord, États-Unis
- ISP – Aéroport de Long Island MacArthur, New York, États-Unis
- ISQ – Manistique (Comté de Aéroport de Schoolcraft), Michigan, États-Unis
- ISS – Wiscasset, Maine, États-Unis
- IST – Aéroport d'Istanbul, Turquie
- ISU – Aéroport international de Souleimaniye, Irak
- ISW – Wisconsin Rapids (Alexander Field), Wisconsin, États-Unis

## IT
- ITA – Itacoatiara, Amazonas, Brésil
- ITB – Aéroport d'Itaituba, Pará, Brésil
- ITE – Ituberá, Bahia, Brésil
- ITH – Aéroport Tompkins d'Ithaca, New York, États-Unis
- ITI – Itambacuri, Minas Gerais, Brésil
- ITJ – Itajaí, Santa Catarina, Brésil
- ITK – Itokama, Papouasie-Nouvelle-Guinée
- ITM – Aéroport international d'Osaka, Japon
- ITN – Itabuna, Bahia, Brésil
- ITO – Aéroport international d'Hilo, Hawaï, États-Unis
- ITQ – Itaqui, Rio Grande do Sul, Brésil
- ITR – Aérodrome d'Itumbiara, Goiás, Brésil
- ITU – Kourilsk, Oblast de Sakhaline, Russie

## IU
- IUE – Aéroport international de Niue, Niue
- IUL – Ilu, Nouvelle-Guinée, Indonésie
- IUM – Summit Lake, Colombie-Britannique, Canada
- IUS – Inus, Papouasie-Nouvelle-Guinée

## IV
- IVA – Aérodrome d'Ampampamena, Madagascar
- IVC – Invercargill, Nouvelle-Zélande
- IVG – Berane, Monténégro
- IVH – Ivishak, Alaska, États-Unis
- IVL – Aéroport d'Ivalo, Finlande
- IVO – Chibolo, Colombie
- IVR – Inverell, Nouvelle-Galles du Sud, Australie
- IVW – Inverway, Territoire du Nord, Australie

## IW
- IWA – Ivanovo (Aéroport Yuzhny), Russie
- IWD – Ironwood (Comté de Gogebic), Michigan, États-Unis
- IWH – Wabash, Indiana, États-Unis
- IWJ – Iwami, Japon
- IWK – Marine Corps Air Station Iwakuni, Japon
- IWO – Iwo Jima, Japon
- IWS – Houston (West Houston-Lakeside Airport), Texas, États-Unis

## IX
- IXA – Aéroport d'Agartala, Inde
- IXB – Aéroport de Bagdogra, Inde
- IXC – Aéroport de Chandigarh, Inde
- IXD – Allahabad, Inde
- IXE – Aéroport international de Mangalore, Inde
- IXG – Aéroport de Belagavi, Inde
- IXH – Kailashahar, Inde
- IXI – North Lakhimpur, Inde
- IXJ – Aéroport de Jammu, Inde
- IXK – Keshod, Inde
- IXL – Aéroport Kushok-Bakula-Rimpoché, Inde
- IXM – Aéroport de Madurai, Inde
- IXN – Khowai, Inde
- IXP – Pathankot, Inde
- IXQ – Kamalpur, Inde
- IXR – Aéroport de Birsa Munda, Inde
- IXS – Aéroport de Silchar, Inde
- IXT – Pasighat, Inde
- IXU – Aéroport d'Aurangabad, Inde
- IXV – Along, Inde
- IXW – Jamshedpur, Inde
- IXX – Aérodrome de Bidar, Inde
- IXY – Kandla, Inde
- IXZ – Aéroport de Port Blair, Inde

## IY
- IYK – Inyokern, Californie, États-Unis

## IZ
- IZA – Juiz de Fora (Aéroport Régional de la Zona da Mata), Brésil
- IZL – Aéroport d'Izmaïl, Ukraine
- IZM – Izmir (A. Menderes), Turquie
- IZO – Izumo, Japon
- IZT – Aéroport national d'Ixtepec, Mexique